# Alan Mansfield
Sir Alan James Mansfield (Brisbane, 30 settembre 1902 – 17 luglio 1980) è stato un avvocato australiano.

## Biografia
Pronipote di Sir James Mansfield, frequentò la Anglican Church Grammar School, prima di vincere una borsa di studio per la Sydney Church of England Grammar School. In seguito frequentò la St Paul's College e l'Università di Sydney.
Mansfield è stato nominato come giudice presso la Corte suprema del Queensland, il 17 maggio 1940, carica che mantenne fino al 20 marzo 1947. Fu inoltre il procuratore  australiano all'interno del Processo di Tokyo dal 3 maggio 1946 al 12 dicembre 1948 febbraio 1956 è stato promosso alla posizione di giudice capo della Corte suprema del Queensland, fino al suo pensionamento il 21 febbraio 1966.
Sempre nello stesso anno, nel 1966, venne nominato governatore del Queensland, carica che mantenne fino al 1972.